# Karol V po bitwie pod Mühlbergiem
Karol V po bitwie pod Mühlbergiem – obraz portretowy renesansowego włoskiego malarza Tycjana.
Wybrany temat dotyczy wydarzeń związanych z bitwą pod Mühlbergiem, która miała miejsce 24 kwietnia 1547 roku. Zwycięskimi wojskami dowodził cesarz i król Hiszpanii Karol V. W rok później, na dworze w Augsburgu podczas negocjacji zwaśnionych państw, doszło do spotkania króla z Tycjanem. Władca zlecił wówczas artyście wykonanie kilku obrazów w tym dwa swoje portrety. Tycjan namalował dla niego dzieła znane jako Cesarz Karol V w fotelu (obecnie w Alte Pinakothek) i Karol V po bitwie pod Mühlbergiem
Tycjan przedstawił cesarza siedzącego na koniu, w hełmie i lśniącej zbroi, którą miał na sobie podczas bitwy. Władca, namalowany w pozie kondotiera, w jednej ręce mocno trzyma wodze, a w drugiej zdecydowanie dzierży włócznię. Jego zacięta twarz zdradza jednak smutek, który współgra z zachodzącym słońcem. Umiejscowienie sceny przepełnionej melancholią o zmierzchu może mieć znaczenie symboliczne. Koniec zwycięskiego dnia oznacza koniec marzeń o zjednoczonym cesarstwie.
Tycjan zgodnie ze swoim zwyczajem, posłużył się kontrastem barw. Widoczne jest to w odtworzeniu połysku metalu i czerwonej szarfie: czerwony kolor podkreśla blask zbroi i wiąże się z czaprakiem konia i jego pióropuszem.
Temat Karola V na koniu podjął w 1620 roku Anton van Dyck, a scenę władcy na koniu ukazał, również wzorując się na Tycjanie, Diego Velázquez na swoim obrazie Filip III na koniu (1634–1635).